# Westall (Automobilhersteller)
Das Unternehmen Sydney C. Westall aus London war ein britischer Automobilhersteller, der 1922 tätig war. Der Markenname lautete Westall.
Das einzige Modell war ein Cyclecar. Der Wagen wurde von einem Einzylindermotor mit 865 cm³ Hubraum angetrieben, der 7 bhp (5,1 kW) leistete. Der Neupreis betrug 130 Pfund Sterling. Zu einer größeren Serienfertigung kam es nicht.